# Juan Montero Navarro
Juan Montero Navarro (Albacete, 10 de septiembre de 1928-Madrid, 10 de 
agosto de 1971), más conocido en los carteles como Juan Montero, fue un matador de toros español.
Debutó en Albacete el 21 de agosto de 1949 en una novillada sin picadores. Su presentación en Las Ventas tuvo lugar el 8 de junio de 1952.
Tomó la alternativa en Valencia el 18 de marzo de 1953, apadrinado por Julio Aparicio Martínez y con Pedrés de testigo. Falleció en accidente de circulación en 1971.